# Phra Borom Maha Ratcha Wang
Phra Borom Maha Ratcha Wang är ett kungligt palats i Bangkok i Thailand. 
Det består av ett komplex av flera byggnader i ett palatsområde. Palatskomplexet började uppföras från 1782, då huvudstaden flyttades till Bangkok. Det fungerade som huvudresidens för kungafamiljen från 1782 till 1925. Efter 1932 har palatset fungerat som representationsbyggnad för kungafamiljen, och många av dess personal har sina kontor där, men det används inte längre som bostad och fungerar till stora delar som museum. 

## Bildgalleri

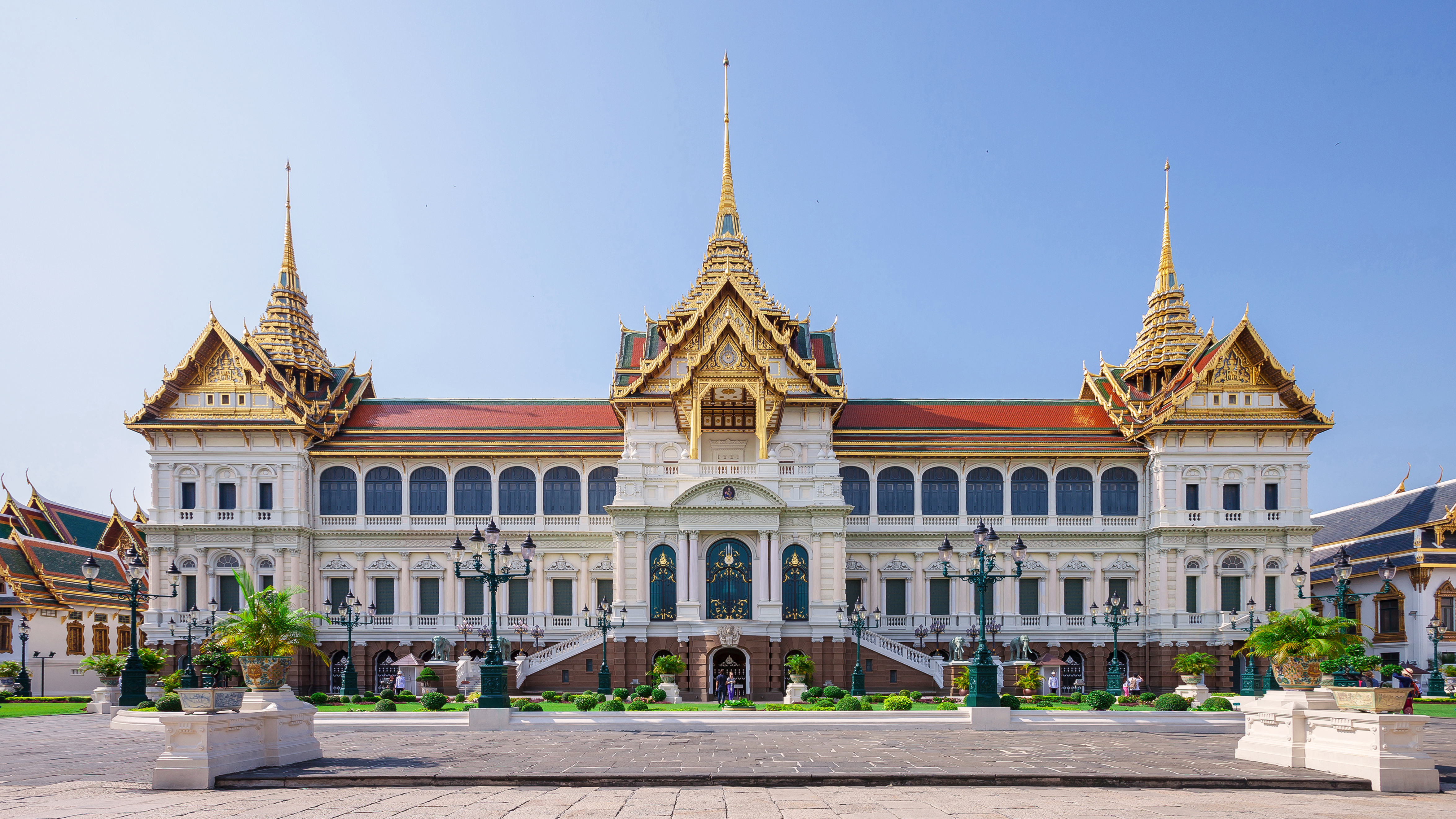